# Province de Figuig
La province de Figuig (en arabe : فكيك محافظة ; en amazighe : ⵉⴼⵢⵢⴻⵢ ) est une subdivision à dominante rurale de la région marocaine de l'Oriental. Son chef-lieu est Bouarfa.
C'est la région historique et géographique de la tribu arabe des Beni Guil.

## Géographie

### Situation
La province de Figuig est située à l'extrême sud-est du pays et au sud de la région de l'Oriental, dont elle fait partie. Elle est limitée :
- au nord par les provinces de Taourirt et de Jerada (également dans la région de l’Oriental) ;
- à l'est et au sud par l'Algérie ;
- au sud-ouest par la province d'Errachidia et à l'ouest par la province de Midelt (région de Drâa-Tafilalet) ;
- au nord-ouest par la province de Boulemane (région de Fès-Meknès).

### Urbanisation
La province de Figuig comporte six villes : Bouarfa et Figuig (municipalités), ainsi que Bni Tadjite, Bouanane, Talsint et Tendrara (centres urbains des communes rurales du même nom).

## Démographie
| 117 011                                                 | 129 430 | 138 325 |
| 1994, 2004 : recensements officiels ; 2012 : projection |         |         |

| Villes      | Population en 1994 | Population en 2004 | population en 2014 |
| ----------- | ------------------ | ------------------ | ------------------ |
| Bni Tadjite | 12316              | 14931              | 16149              |
| Bouanane    | 10563              | 10818              | 10035              |
| Bouarfa     | 19 631             | 25 947             | 28846              |
| Figuig      | 14245              | 12577              | 10872              |
| Talsint     | 12696              | 14651              | 16166              |
| Tendrara    | 11328              | 12057              | 15390              |

## Administration et politique

### Découpage territorial
Selon la liste des cercles, des caïdats et des communes de 2008, telle que modifiée en 2011, la province de Figuig est composée de 13 communes dont :
- 2 communes urbaines (ou municipalités) : Figuig et Bouarfa, le chef-lieu ;
- 11 communes rurales rattachées à 8 caïdats, eux-mêmes rattachés à 2 cercles :
  - cercle de Bni Tadjite :
    - caïdat de Bni Tadjite : Bni Tadjite,
    - caïdat de Bni Tadjite : Bouanane,
    - caïdat d'Aïn Chaïr : Aïn Chaïr,
    - caïdat de Douimniaa : Aïn Chaouter,
    - caïdat de Talsint : Boumerieme, Talsint et Bouchaouene ;

  - cercle de  Figuig :
    - caïdat de Bni Guil : Bni Guil,
    - caïdat d'Abbou Lakhal : Abbou Lakhal,
    - caïdat de Tendrara : Maatarka et Tendrara.